# Règle de saint Colomban

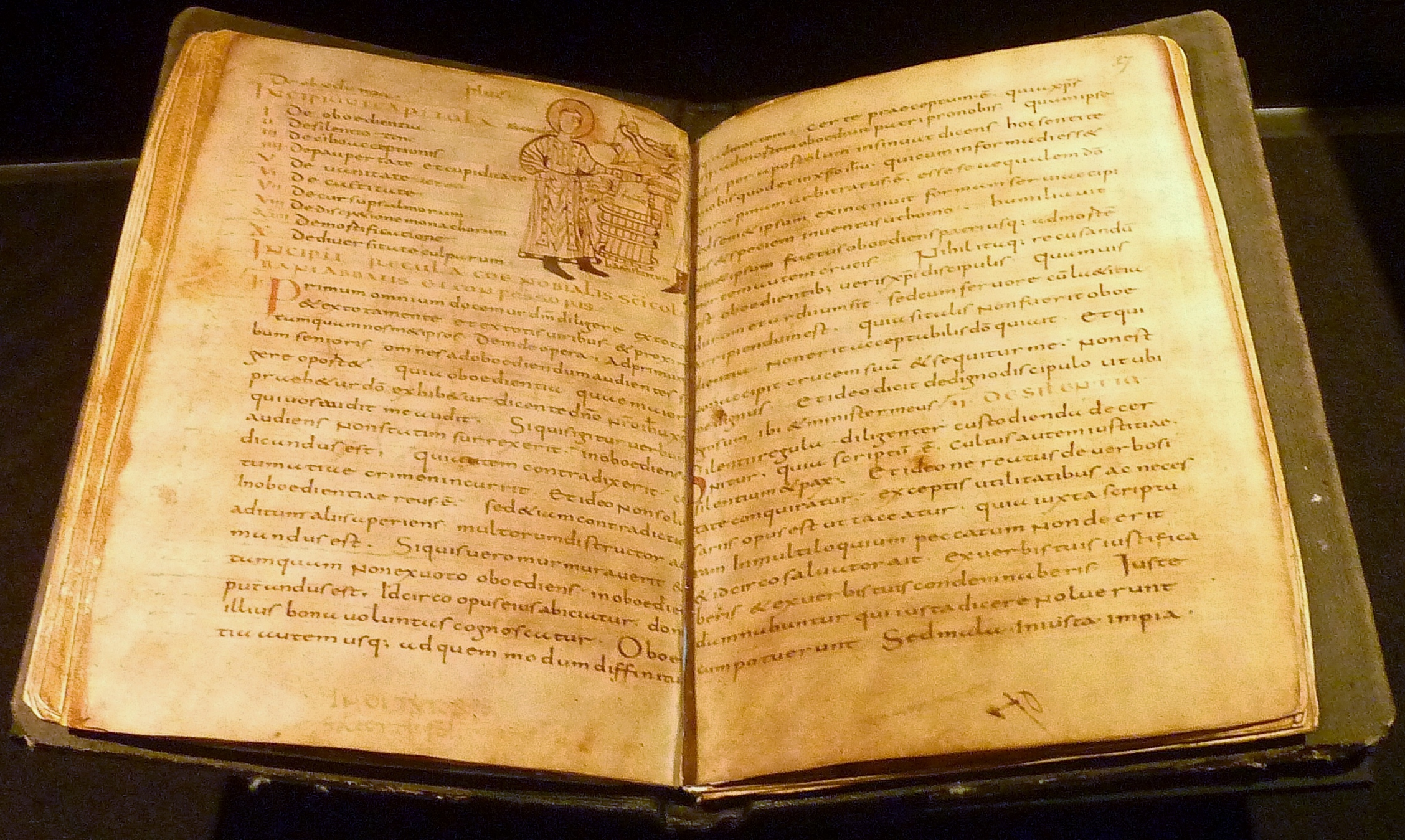
La règle de saint Colomban (Bibliothèque nationale, copie musée de l'abbaye de Landévennec).

La règle de saint Colomban est composée de plusieurs règles attribuées à saint Colomban (540 - 23 novembre 615), toutes destinées à organiser et conduire la vie des moines des monastères.

## Les trois «règles»
S'inspirant des usages monastiques de plusieurs monastères irlandais dont l'abbaye de Bangor qu'il quitta entre 46 et 49 ans avec douze moines, saint Colomban mit par écrit les principes plutôt sévères du monachisme irlandais de l'époque qu'il décida de présenter à bon nombre de monastères gaulois. L'œuvre qu’il a laissée, connue sous le nom de « règle » est une somme de textes très différents par leur nature et leur destination :

### LaRègle des Moines

#### Histoire
Rédigée entre 591 et 610 à l'intention des monastères continentaux d'Annegray, Luxeuil et Fontaines que le roi mérovingien Gontran lui avait demandé de réformer ; elle insiste sur les vertus des moines.
Cette règle est d’abord en vigueur à l’abbaye de Luxeuil, la première fondée par saint Colomban (594), puis à celles de Lure et de Fontaine-lès-Luxeuil. Lorsque Colomban doit quitter Luxeuil, il s’établit à Eustaise, puis fonde les monastères de Bobbio et 18 autres :  abbaye de Jouarre, abbaye de Remiremont. La règle connaît un certain succès, et près de 90 monastères l’adoptent : soit fondations des disciples de Colomban (comme Attala, Gall et Colomban le Jeune), soit imitation. Elle est de même utilisée par des monastères féminins ou doubles.
Mais, extrêmement sévère, parfois imprécise, elle est modifiée ou abandonnée : dès 628, la règle de saint Benoît est associée à celle de saint Colomban dans les monastères qui en relèvent. 
Cependant, lors de sa réforme, entre 650 et 670, saint Audouin (St Ouen), évêque de Rouen et théologien de la cour mérovingienne, reprend quelques articles de la règle de saint Colomban qu’il incorpore à la règle de saint Benoît.
En 745, le concile des Francs, dirigé par saint Boniface de Mayence, préconise l’adoption de la règle bénédictine pour tous les monastères du royaume. La règle n’est jamais utilisée dans les îles Britanniques.

#### Contenu de la règle
La règle est généralement jugée sévère, et comme insistant sur les mortifications.
Elle s’articule autour d’une liste des devoirs du moine, découlant de dix vertus, et des punitions en cas de manquement à ces devoirs.

#### Vertus du moines
Les dix vertus commandées par la règle de saint Colomban sont, outre la pauvreté, la chasteté et l’obéissance demandées par la plupart des règles monastiques, le silence, la frugalité dans l’alimentation, la récitation des psaumes, la modération (dans le comportement individuel), la mortification et la perfection.

#### Devoirs
Pour atteindre ces vertus, découlent des devoirs : la vie en communauté permet d’obtenir l’obéissance (au père abbé) qui donne l’humilité, la patience et la douceur (en côtoyant d’autres moines aux personnalités différentes).
Le moine de saint Colomban est pauvre : il abandonne tous ses biens, ne peut rien léguer, ni rien amasser durant sa vie. Le mépris des biens de ce monde est pour saint Colomban la première des vertus. La pauvreté doit s’étendre au monastère : il ne peut posséder que ses troupeaux, et donner aux pauvres tout don en numéraire.
Pour préserver la chasteté, et comme la règle permet les monastères doubles, il est interdit à un moine de passer une nuit dans une auberge où se trouve une vierge, d’avoir des conversations régulièrement avec une vierge, de voyager avec une vierge.
Le jeûne quotidien est également conseillé. Les jeûnes du mercredi et du vendredi sont obligatoires (dans les monastères suivant cette règle, on désignait le mercredi par cet ain, le premier jeûne, et le vendredi par ain didin, le second jeûne).

#### Les interdits et les pénitences
La règle de saint Colomban se distingue par la sévérité et le nombre de punitions prévues pour les manquements à la règle.
Le devoir d’évangélisation est une forme de pénitence, dite pereginatio Dei. Elle existe déjà de façon informelle dans les monastères irlandais.
Il est recommandé de dormir le moins possible : il ne faut se coucher qu’épuisé. Pour y parvenir, la règle prévoit de nombreux travaux, manuels et intellectuels : de vastes scriptoria sont aménagés pour y recopier des manuscrits enluminés, et les moines travaillent la terre, dont les fruits nourrissent les moines et les pauvres.

### LaRègle conventuelle
C'est un pénitentiel, typique du particularisme irlandais, destiné à assigner des peines ou satisfactions aux différentes fautes commises par les moines ; il semble avoir été rédigé en deux temps, caractérisés chacun par un style et un vocabulaire propre :
- Les neuf premiers chapitres sont considérés comme un recueil de sentences prononcées par Colomban alors qu'il était en Bourgogne. Il s'agit de guérir les coupables par des peines immédiates, principalement formulées en nombre de coups.
- Le second pénitentiel, plus long que le premier, traite 65 fautes. Il a probablement été rédigé dans la période qui a suivi le séjour bourguignon, durant la migration vers l'Italie. Les pénitences sont formulées en jours de jeûne ou en récitations de psaumes et destinées à une communauté moins séparée du monde que la précédente.

En outre la Regula conventualis comporte, dans deux sources médiévales, des additions.

### LePénitentiel
Recueil de sanctions pour les fautes commises, pour les laïcs, les clercs, et les moines. Cette œuvre réunit deux pénitentiels de structure identiques. Les fautes graves sont traitées d'abord, puis les légères.
La confession et la proclamation des coulpes ne sont pas distinguées : toutes deux sont publiques et communautaires.

## Éditions
- Codex Regularum, Paris, 1663, éd., avec plusieurs autres textes, par Thomas Sirin, Louvain, 1667.
- Regula monachorum (PL 80, 209-216).
- Regula coenobialis (PL 80, 216-224).
- La première traduction francophone de la Règle des moines est due à Mgr Irénée Poncelain d'Eschevannes en 1955, évêque de l'Église gallicane, éditée en 1965 par la Fraternité de Saint Colomban, sous la direction de Mgr Turiaw le Menteg.
- A. de Vogüé (éd.), Saint Colomban, Règles et pénitentiels monastiques, Bellefontaine, 1989 (Vie monastique 20) [le meilleur texte de référence actuellement disponible avec une introduction historique qui fait autorité].